# Arthur Friedheim
Arthur Friedheim en rus: Артур Фридхайм (Sant Petersburg, 26 d'octubre de 1859 – Nova York, 19 d'octubre de 1932) fou un pianista i compositor de pares alemanys.
Es donà a conèixer com a concertista, i després d'acabar els estudis literaris es guanyà la vida com a director d'orquestra en teatres de segona categoria. Després va rebre durant algun temps lliçons del gran Liszt; en la qual interpretació era considerat com un dels més perfectes. en els cursets d'estiu que va donar tingué entre altres alumnes el nord-americà John George Hinderer. Va residir durant molts anys a Amèrica, Londres i Múnic.
Com a compositor va produir entre altres obres un Concert per a piano, i l'òpera Die Tanzerin, estrenada amb èxit a Colònia el 1905.